# 克薩 (設防村莊)

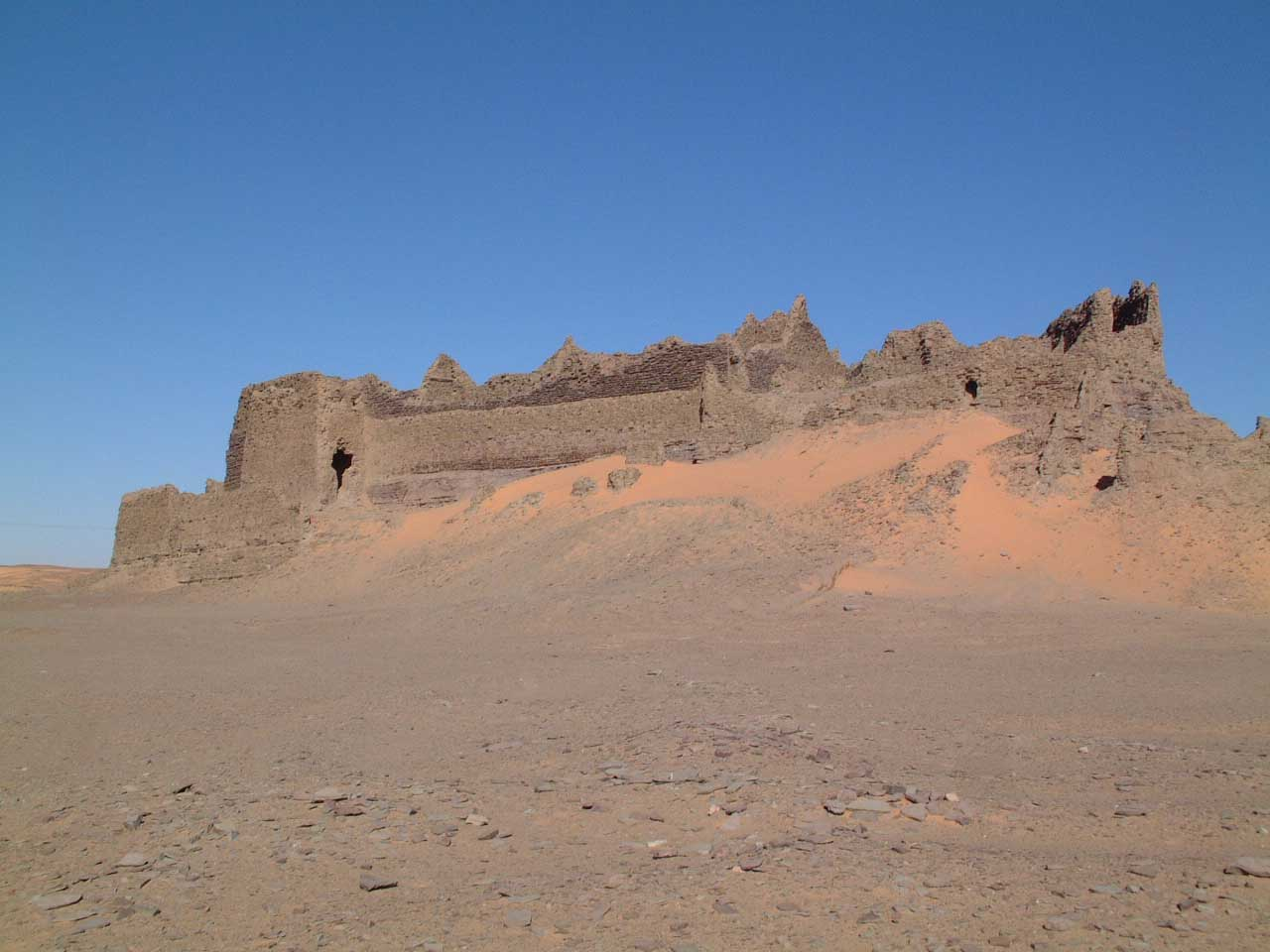
提米蒙，阿尔及利亚的KSAR遗址

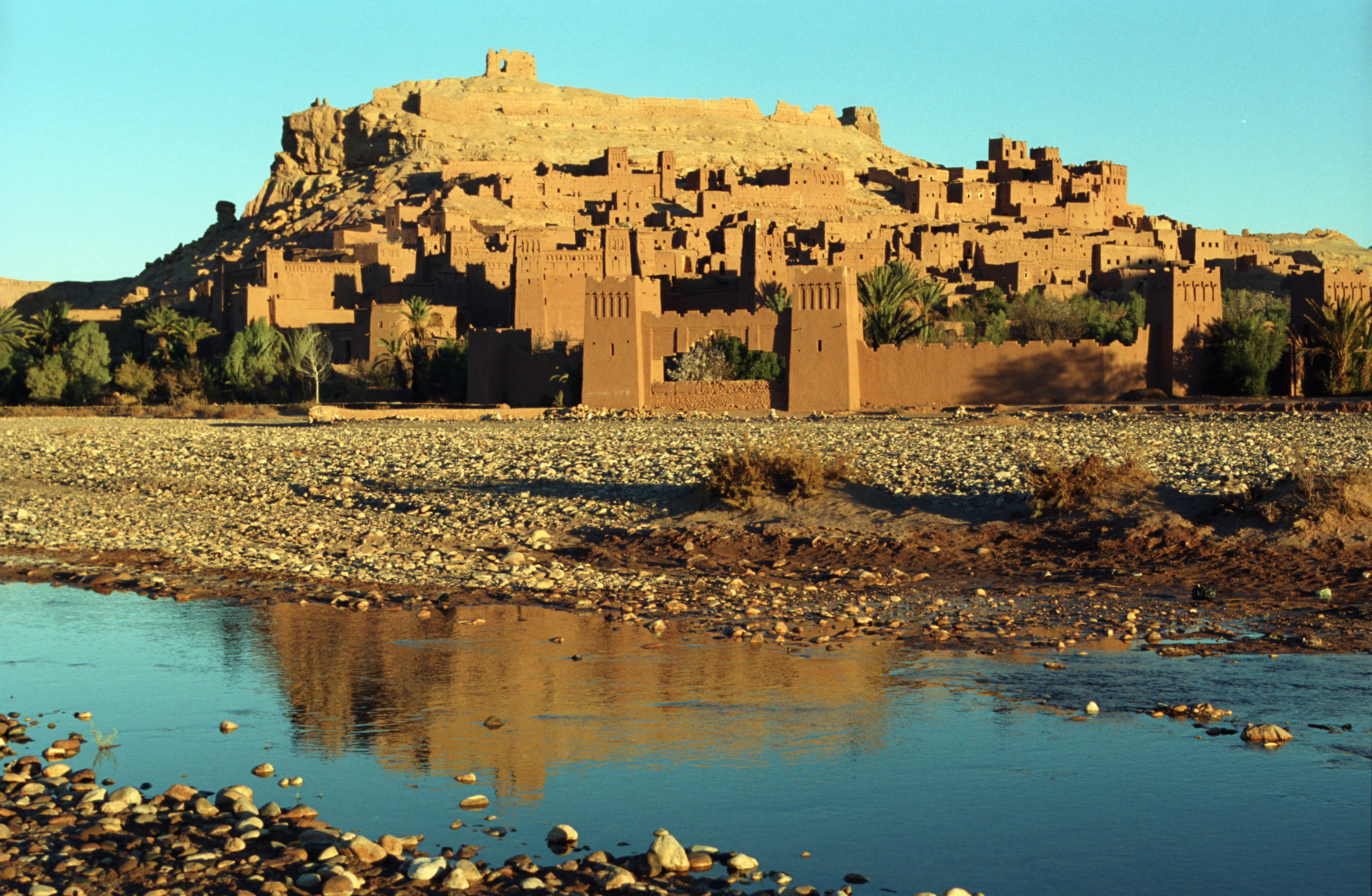
摩洛哥的阿伊特本哈杜Ksar，自 1987 年以来被联合国教科文组织列为世界遗产

Ksar 或 qsar（马格里布阿拉伯语：قصر；伯伯尔语：ⵉⴴⵔⵎ），是一种北非形式的“设防村庄”，词源自阿拉伯语qaṣar（‎），本身可能是从拉丁语castrum借用来的。

## 相关术语
马格里布阿拉伯语的qsar的起源是标准阿拉伯语的qaṣar （ ‎ )，意思是“城堡”或“宫殿”； 这个词也出现在穆斯林世界的其他地方。例如，伊比利亚的城堡也可称为qsar。
“ksar”在北非当地的柏柏尔语区被称为aghrem （单数）或igherman （复数）。在马格里布，该术语具有“设防村庄”或“堡垒”等更普遍的含义。柏柏尔语igherman可能与其他词同源，并与Garamantes一词具有相同的含义，是现今尚存于利比亚的古代柏柏尔城邦的名称。

## 建筑学
马格里布的Ksar通常由附属房屋组成，常包含集体粮仓和其他结构，如清真寺、浴室、烤炉和商店。Ksar在北非的绿洲村落中很常见。 它们有时位于山区，以便于防御。它们常常完全位于连续的墙内。整个Ksar的建筑材料通常是土坯，或切石和土坯混合而成。 
把ksar误作粮仓，是把两个事物的概念混淆，粮仓本身位于 ksar中，而 ksar则是一整个村庄，通常在其中设有粮仓。 Ksar是柏柏尔建筑的主要形式之一。

## 名为 Ksar 的地方
Ksar通常是摩洛哥、阿尔及利亚和突尼斯地名的一部分；这种地名在阿特拉斯山脉和德拉河谷的各个山脉靠近撒哈拉的一侧尤其普遍。
- 哈达达堡（英语：Ksar Hadada） ，位于突尼斯，《星球大战I：魅影危机》是在那里拍摄的。 [2][3][4]
- 哈洛夫堡，位于突尼斯。
- 奥莱德达巴卜堡，位于突尼斯。
- 塞吉爾堡 ，位于摩洛哥在直布罗陀海峡的据点，在丹吉尔和休达之间
- 凱比爾堡 ， 三王战役的发生地，影响了摩洛哥、葡萄牙和西班牙的历史
- 瑙鲁特堡, 位于利比亚
- Ksar Ouled Soltane（英语：Ksar Ouled Soltane）, 位于突尼斯

## 扩展阅读
- 突尼斯克萨列表（英语：List of ksour in Tunisia）
- 戈尔法（英语：Ghorfa）
- 阿尔卡乍（英语：Alcázar）
- 里巴特
- 马格里布地名词源（英语：Maghreb placename etymology）